# ガラパゴスリクイグアナ
ガラパゴスリクイグアナ（Conolophus subcristatus） は、有鱗目イグアナ科リクイグアナ属に分類されるトカゲ。リクイグアナ属の模式種。別名ガラパゴスオカイグアナ。

## 分布
エクアドル（ガラパゴス諸島のサウス・プラザ島、サンタ・クルス島、セイモア・ノルテ島、フェルナンディナ島）固有種。
セイモア・ノルテ島の個体は、バルトラ島において第二次世界大戦時に駐留したアメリカ軍により絶滅に瀕した本種を1930年代に人為的に移入したもので、1950年代に絶滅したバルトラ島には、その後再び戻されている。またエスパニョラ島にも生息が認められるが、移入されたものであるかは不明。サンチャゴ島に生息した本種は、人為的に移入されて野生化したブタによって19世紀末に絶滅したが、2019年までにセイモア・ノルテ島から1,436頭を移植することにより回復が試みられている。

## 形態
全長1.1メートル。頭胴長40-55センチメートル。体重6-13キログラム。背面の色彩は赤や黄色みを帯びた暗褐色。頸部から喉にかけて白い個体が多い。オスのほうが大きく、淡色であり、メスは小さくて体色は鈍い。

## 分類
2009年にイサベラ島の個体群とされていたものがリクイグアナ属の独立種 C. marthae として分割・記載された。

## 生態
主にウチワサボテン類の花や果実を食べるが、昆虫やカニ、鳥類の死骸を食べた例もある。ウチワサボテンの茎を棘（とげ）とともに食べ、消化できない棘はそのまま排泄する。
繁殖様式は卵生。生息する島により繁殖期は異なり、イサベラ島、サウス・プラザ島では1月より、フェルナンディナ島では6月より、サンタ・クルス島においては9月より繁殖する。オスはそれぞれ縄張りをもち。繁殖期になるとオス同士で頭部を押し付け合う争いを行う。メスはオスの縄張りに侵入してペアを形成し、交尾を行う。8-15年で性成熟し、寿命は60年以上とされる。

## 人間との関係
開発による生息地の破壊、食用の乱獲、第二次世界大戦中の兵士による狩猟、人為的に移入されたイヌやネコによる捕食、ヤギによる生息地の破壊などにより生息数は激減している。近年では地球温暖化による藻類の減少によってウミイグアナが生息地に進出して来る例が増えており、それによる交雑も発生している。以前はサンチャゴ島やバルトラ島にも分布していたが、前者はヤギによる植生の破壊により後者は第二次大戦中の狩猟により絶滅している。

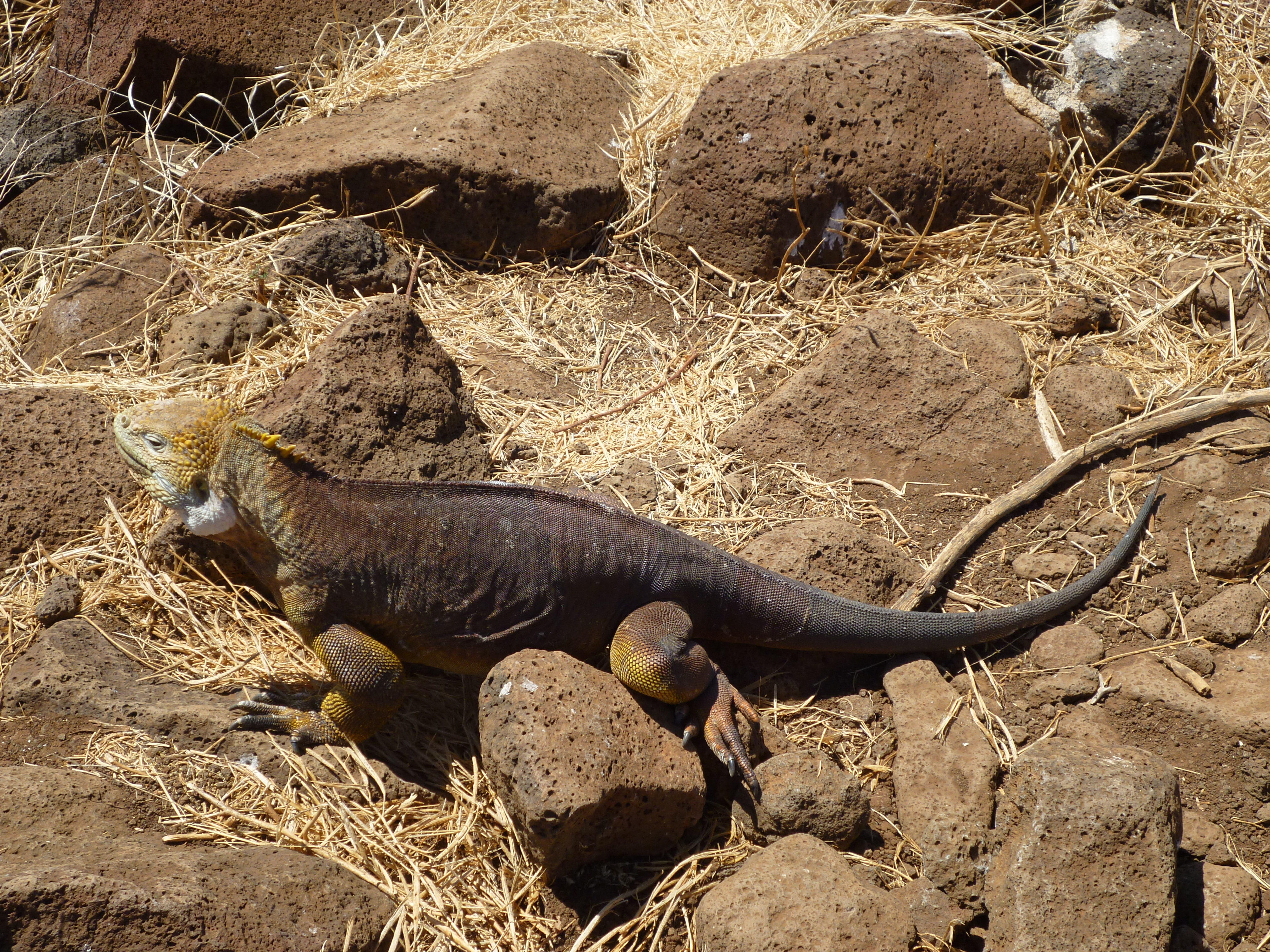